# هاري توماس
هاري توماس (بالإنجليزية: Harry Thomas)‏ (28 فبراير 1901 بسوانزي في المملكة المتحدة - ) هو مدرب كرة قدم ولاعب كرة قدم ويلزي في مركز الهجوم. لعب مع سوانزي سيتي ومانشستر يونايتد.

## وصلات خارجية
- هاري توماس على موقع قاعدة بيانات كرة القدم.إي يو (الإنجليزية)